# Plesioneuron bipinnatum
Plesioneuron bipinnatum är en kärrbräkenväxtart som först beskrevs av Edwin Bingham Copeland, och fick sitt nu gällande namn av Holtt. Plesioneuron bipinnatum ingår i släktet Plesioneuron och familjen Thelypteridaceae. Inga underarter finns listade.